# Manzanillo (Colima)
Manzanillo egy város Mexikó nyugati részén, a Csendes-óceán partján, Colima államban. Lakossága 2010-ben körülbelül 130 000 fő volt.
Egyike az ország legnagyobb kikötőinek és fontos áruelosztó hely.

## Földrajz

### Fekvése
Manzanillo Mexikó és Colima állam nyugati részén, a Csendes-óceán partján, egy kis öböl mentén található. Mivel a part közelében már a Déli-Sierra Madre hegyei emelkednek, így a város területe is északnyugat felé emelkedik, igaz, lakott területen csak néhány tíz métert, a közelben viszont már az 1600 métert is meghaladó magasságú hegyek találhatók. Manzanillónál torkollik az óceánba a Chandiablo nevű patak. A környéken kisebb részt művel a mezőgazdaság, nagyobb részt vadon borít.

### Éghajlat
A város éghajlata forró és nyáron–ősz elején csapadékos. Minden hónapban mértek már legalább 37 °C-os hőséget, a rekord elérte az 50 °C-ot is. Az átlagos hőmérsékletek a januári és februári 23,5 és az augusztusi 28,4 fok között váltakoznak, fagypont alatti hidegek nem fordulnak elő. Az évi átlagosan 817 mm csapadék időbeli eloszlása rendkívül egyenetlen: a júniustól októberig tartó 5 hónapos időszak alatt hull az éves mennyiség több mint 90%-a.
| Hónap                                   | Jan. | Feb. | Már. | Ápr. | Máj. | Jún. | Júl. | Aug. | Szep. | Okt. | Nov. | Dec. | Év   |
| --------------------------------------- | ---- | ---- | ---- | ---- | ---- | ---- | ---- | ---- | ----- | ---- | ---- | ---- | ---- |
| Rekord max. hőmérséklet (°C)            | 42,0 | 46,0 | 50,0 | 40,0 | 41,0 | 39,0 | 40,5 | 50,0 | 40,5  | 40,0 | 38,0 | 37,5 | 50,0 |
| Átlagos max. hőmérséklet (°C)           | 30,9 | 31,4 | 32,1 | 32,6 | 33,9 | 34,0 | 33,5 | 34,2 | 33,3  | 33,1 | 32,4 | 31,5 | 32,7 |
| Átlaghőmérséklet (°C)                   | 23,5 | 23,5 | 23,7 | 24,4 | 26,7 | 28,3 | 27,9 | 28,4 | 27,7  | 27,2 | 26,1 | 24,6 | 26,0 |
| Átlagos min. hőmérséklet (°C)           | 16,1 | 15,5 | 15,7 | 16,6 | 19,4 | 22,6 | 22,2 | 22,6 | 22,1  | 21,3 | 19,8 | 17,7 | 19,3 |
| Rekord min. hőmérséklet (°C)            | 0,0  | 3,0  | 0,0  | 0,0  | 11,5 | 15,0 | 1,0  | 15,0 | 2,0   | 0,0  | 0,0  | 6,0  | 0,0  |
| Átl. csapadékmennyiség (mm)             | 23   | 4    | 4    | 0    | 7    | 91   | 186  | 170  | 193   | 98   | 24   | 19   | 817  |
| Forrás: Servicio Meteorológico Nacional |      |      |      |      |      |      |      |      |       |      |      |      |      |

## Népesség
A település népessége a közelmúltban folyamatosan és rendkívül gyorsan növekedett:
| Év   | Lakosság |
| ---- | -------- |
| 1990 | 67 697   |
| 1995 | 80 568   |
| 2000 | 94 893   |
| 2005 | 110 728  |
| 2010 | 130 035  |

## Turizmus
Sok turista keresi fel festői fekvése és pálmás strandjai miatt. A kikötői öböl homokja szürkésfekete, míg az összes többi strandé olyan, mint az aranypor. Előnye még, hogy a Manzanillói-öböl fürdőhelyein alig észlelhető a hullámverés, ellentétben a nyílt tengeri strandokkal.
Az évenként megrendezett tengeri horgászversenyre a világ minden tájáról jönnek ide e sport kedvelői. Úgy tartják, hogy az itteni vizekben él a legtöbb kardhal.